# Žitavany
Žitavany (hongrois : Zsitvaapáti) est un village de Slovaquie situé dans la région de Nitra.

## Démographie

### Évolution de la population
| Année:               | 1994. | 2004. | 2014.   | 2024.   |
| -------------------- | ----- | ----- | ------- | ------- |
| Nombre de personnes: | 0     | 1818  | 1930    | 1804    |
| Différence:          |       | –     | +6,16 % | -6,52 % |

| Année:               | 2023. | 2024.   |
| -------------------- | ----- | ------- |
| Nombre de personnes: | 1825  | 1804    |
| Différence:          |       | -1,15 % |